# Tobias Norris

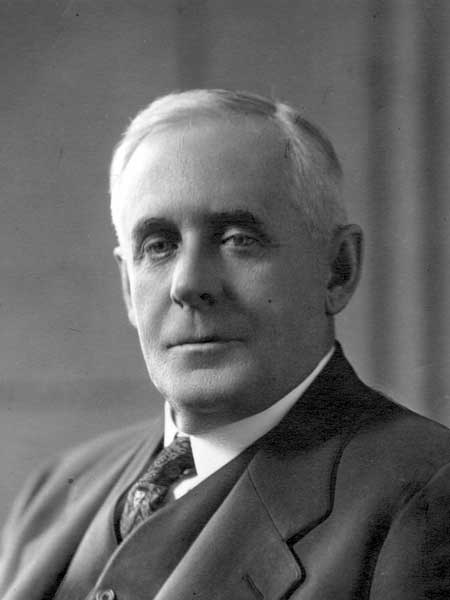
Tobias Norris

Tobias Crawford Norris (* 5. September 1861 in Brampton, Oberkanada; † 29. Oktober 1936 in Toronto) war ein kanadischer Politiker. Von 1896 bis 1903 sowie von 1907 bis 1928 war er Abgeordneter der Legislativversammlung von Manitoba. Zwischen dem 12. Mai 1915 und dem 8. August 1922 regierte er die Provinz Manitoba als Premierminister. Außerdem war er von 1910 bis 1927 Vorsitzender der Manitoba Liberal Party.

## Biografie
Norris zog mit seiner Familie nach Manitoba und versuchte sich zunächst als Landwirt. Mit der Zeit wandelte er sich zu einem professionellen Auktionator und wurde mit dieser Tätigkeit in weiten Teilen Westkanadas bekannt. Als Mitglied der Manitoba Liberal Party trat er im Januar 1896 zu den Wahlen zur Legislativversammlung an und siegte im Wahlkreis Lansdowne. Er erhielt keinen Ministerposten im Kabinett von Thomas Greenway. Im Juli 1903 unterlag er dem konservativen Kandidaten Harvey Hicks um 16 Stimmen. Knapp vier Jahre später, im März 1907, gelang ihm die Revanche: Er zog auf Hicks’ Kosten wieder ins Parlament ein und gehörte dort zu den führenden Persönlichkeiten der liberalen Opposition. 1910 übernahm er den Parteivorsitz.
Am 12. Mai 1915 musste der konservative Premierminister Rodmond Roblin wegen eines Korruptionsskandals, der den Bau des neuen Parlamentsgebäudes in Winnipeg betraf, zurücktreten und Norris bildete eine Übergangsregierung. Die Liberalen errangen bei den vorgezogenen Neuwahlen im August 1915 einen überwältigenden Erfolg (40 von 47 Sitzen). Norris’ Regierung setzte zahlreiche Reformvorhaben um. Dazu gehörten die Einführung des Frauenwahlrechts, die Schulpflicht für alle Kinder bis 14 Jahre, eine staatliche Unfallversicherung und ein Mindestlohn.
Die zunächst agrarische Basis der Provinz veränderte sich und der Anteil der Industriearbeiterschaft nahm zu. Doch ihre Löhne fielen gegenüber denen anderer Beschäftigter zurück. Ab 15. Mai 1919 organisierten deshalb 52 Gewerkschaften den Winnipeg-Generalstreik, der bis zum 26. Juni dauerte. Die Provinzregierung hielt sich weitgehend aus der Auseinandersetzung heraus und sah auch dem gewaltsamen Eingreifen der Bundespolizei, das zu dreißig Verletzten und einem Toten führte, tatenlos zu. Bei den Wahlen im Juni 1920 verloren die Liberalen die absolute Mehrheit und mussten eine Minderheitsregierung bilden, die unter dem Druck der United Farmers und der Sozialisten stand.
Bei den Wahlen am 18. Juli 1922 erlitten die Liberalen eine empfindliche Wahlniederlage. Die siegreichen United Farmers hatten keinen eigentlichen Vorsitzenden und mussten zuerst einen ihrer Abgeordneten dazu bestimmen, bevor sie die Regierung übernehmen konnten. Am 8. August 1922 trat Norris die Amtsgeschäfte an John Bracken ab. 1927 trat er als Parteivorsitzender zurück, ein Jahr später auch als Abgeordneter. Anschließend war er als Vorsitzender der Eisenbahnkommission tätig.